# Macx Davies
Pour les articles homonymes, voir Davies.
Macx Davies, né le 24 décembre 1992 à Calgary, est un biathlète canadien.

## Biographie
Sa première compétition internationale a lieu aux Championnats du monde jeunesse en 2011. 
Il entame sa carrière chez les seniors en 2012-2013 dans Coupe du monde, année où il remporte trois titres individuels aux Championnats nord-américains. Lors de la saison 2013-2014, à Oberhof, il est 40e du sprint, ce qui lui apporte son premier point. Il revient dans les points au début de la saison 2015-2016 à Östersund, où il est se classe dixième du sprint, résultat qui reste le meilleur de sa carrière.
Il est sélectionné pour sa première grande compétition à l'occasion des Championnats du monde 2016.
Aux Jeux olympiques d'hiver de 2018, il est seulement présent sur le relais canadien, qui prend la 11e place. Il s'agit de sa dernière compétition majeure dans le sport.

## Palmarès

### Jeux olympiques d'hiver
| Épreuve / Édition                | Individuel | Sprint | Poursuite | Mass start | Relais | Relais mixte |
| Jeux olympiques 2018 Pyeongchang | —          | —      | —         | —          | 11e    | —            |

Légende :
- - : Non disputée par Macx Davies

### Championnats du monde
| Épreuve / Édition          | Individuel | Sprint | Poursuite | Mass start | Relais | Relais mixte |
| Mondiaux 2016 Holmenkollen | —          | 58e    | 53e       | —          | —      | —            |
| Mondiaux 2017 Hochfilzen   | DNF        | 42e    | 79e       | —          | 13e    | —            |

Légende :
- — : Non disputée par Macx Davies

### Coupe du monde
- Meilleur classement général : 58e en 2016.
- Meilleur résultat individuel : 10e.

#### Classements en Coupe du monde
| Année     | Classement général final | Sprint | Poursuite | Individuel | Mass start |
| 2013-2014 | 102e                     | 93e    | -         | -          | -          |
| 2015-2016 | 58e                      | 49e    | 66e       | -          | -          |